# Золотурн (округ)
Золотурн (нем. Solothurn (Bezirk)) — округ в Швейцарии. Центр округа — город Золотурн.
Округ входит в кантон Золотурн. Занимает площадь 6,29  км². Население 15 261 чел. Официальный код  —  1109.

## Коммуны округа
| Герб     | Коммуна    | Население (2005) | Площадь км² | Официальный код |
| -------- | ---------- | ---------------- | ----------- | --------------- |
| Золотурн | Золотурн   | 15 261           | 6,29        | 2601            |
|          | Итого (15) | 261              | 6,29        | 1109            |